# Josué Martínez (kostarykański piłkarz)
Josué Martinez Areas (ur. 25 marca 1990 w San José) – kostarykański piłkarz występujący na pozycji napastnika. Zawodnik klubu CD Saprissa.

## Kariera klubowa
Martínez seniorską karierę rozpoczął w 2009 roku w zespole CD Saprissa z Primera División de Costa Rica. W sezonie 2009/2010 wywalczył z nim mistrzostwo fazy Clausura.

## Kariera reprezentacyjna
W reprezentacji Kostaryki Martínez zadebiutował w 2009 roku. 12 października 2010 roku w wygranym 2:1 towarzyskim meczu z Salwadorem strzelił pierwszego gola w drużynie narodowej. W 2011 roku został powołany do kadry na Złoty Puchar CONCACAF. Zagrał na nim w pojedynku z Kubą (5:0). Z tamtego turnieju Kostaryka odpadła w ćwierćfinale.
W 2011 roku Martínez wziął również udział w Copa América. Na tamtym turnieju, zakończonym przez Kostarykę na fazie grupowej, wystąpił w spotkaniach z Kolumbią (0:1), Boliwią (2:0) i Argentyną (0:3). W meczu z Boliwią zdobył także bramkę.